# NGC 1287
NGC 1287 è una lontana galassia a spirale situata nella costellazione dell'Eridano, a una distanza di circa 405 milioni di anni luce dalla nostra Via Lattea.

## Scoperta
La galassia è stata scoperta il 20 settembre 1784 dall'astronomo britannico di origine tedesca William Herschel.